# Petroglifos de Pedras Minas
Los petroglifos de  Pedras Minas o das Lagoas son un conjunto de grabados rupestres de la Edad del Bronce (1200 - 600 a. C.)
situados en la parroquia de San Miguel de Catoira, municipio de Catoira (Galicia, España).

## Características
Se trata de un conjunto de seis afloramientos rocosos de granito con numerosas representaciones de motivos circulares con cazoletas, habituales en los petroglifos del Grupo Galaico de arte rupestre
o estilo Atlántico de arte rupestre, donde el uso del círculo, el punto y la línea son la característica más habitual. 

## Conservación
Las características litológicas del soporte de los grabados favorece su conservación, con procesos de alteración lentos. Sin embargo, la acción humana afecta su permanencia al actuar directamente sobre los paneles con actos de vandalismo, mediante extracción de piedra, obras de infraestructuras varias o mediante la acción de los incendios forestales.
Los petroglifos de Pedras Minas fueron descubiertos en 2006 tras unos incendios forestales en la zona. 
En 2008 se realizaron prospecciones para delimitar los afloramientos y en 2022, a partir de una subvención de 5.989,50 € aportada por la Diputación Provincial de Pontevedra, se desbrozó el área y se señalizaron los accesos al yacimiento, creando una franja de seguridad para conseguir que, de producirse un nuevo incendio en la zona, el fuego no afectara a los grabados.